# De figuris Veneris

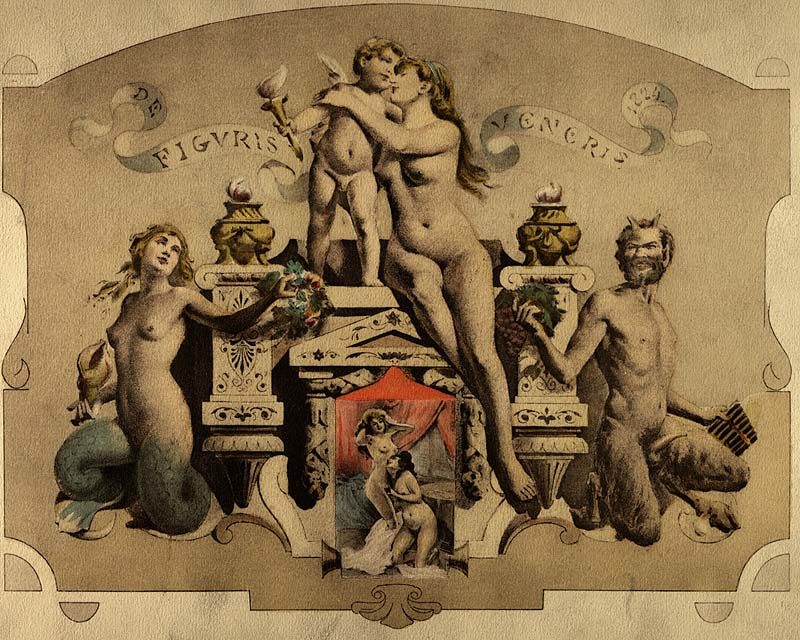
Okładka książki De figuris Veneris

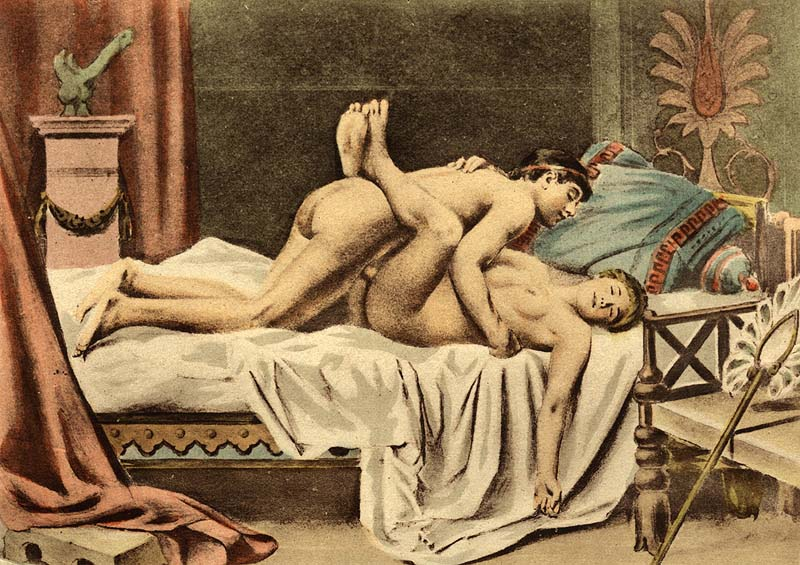
Pozycja misjonarska

De figuris Veneris (pol. O postaciach Venus) – tytuł antologii utworów literackich na tematy erotyczne, napisanych w klasycznej grece i łacinie i pogrupowanych według rodzajów. Antologia została po raz pierwszy opublikowana w 1824 (po łacinie i w grece klasycznej) przez niemieckiego pisarza epoki klasycyzmu Friedricha Karla Forberga jako komentarz do Antonii Panormitae Hermaphroditus, fragmentu renesansowego poematu Hermaphroditus Antonio Beccadellego. 
De figuris Veneris została następnie przełożona na angielski (opublikowana w 1899 przez Charlesa Carringtona i w 1907 przez Charlesa Hirscha) a później także po francusku i niemiecku.
Wydanie francuskie zilustrował Édouard-Henri Avril. Dzieło zawiera zestaw 95 pozycji seksualnych.